# الجمعية الوطنية للمحافظة على البترا
الجمعية الوطنية للمحافظة علي البترا منظمة أردنية غير حكومية وغير ربحية تأسست عام 1989.

## التعريف بالجمعية
جمعية وطنية غير ربحية مقرها المركز الثقافي بيت يعيش في جبل اللويبدة، تهتم بالمحافظة على الموروث الحضاري والثقافي والبيئي لمدينة البترا الأثرية، من خلال تقديم العديد من البرامج والأنشطة ذات الطابع العالمي، مع محاولة بناء قاعدة من أبناء المجتمع المحلي مؤمنين بالمحافظة علي المدينة الوردية كواحدة من مواقع التراث العالمي ، ومصدر من مصادر الدخل الأقتصادي لأبناء المدينة.
وتعد الجمعية الوطنية أقدم جمعيّة وطنيّة تُعنى بالمحافظة على التراث الثقافي في موقع التراث العالمي "مدينة البترا"
تترأس الجمعية الأميرة دانا فراس بالإضافة إلى منصبها كسفيرة لليونسكو للنوايا الحسنة للتراث الثقافي.

## الأهداف والأنشطة
الهدف الرئيس للجمعية يتمثل في الحفاظ علي موقع البترا المدرج علي قائمة اليونسكو للتراث العالمي وحمايته؛ ومن أجل ذلك قامت بتنفيذ العديد من المشروعات للحفاظ والحماية علي الموقع وللتوعية بأهميته وقيمته التاريخية والحضارية.

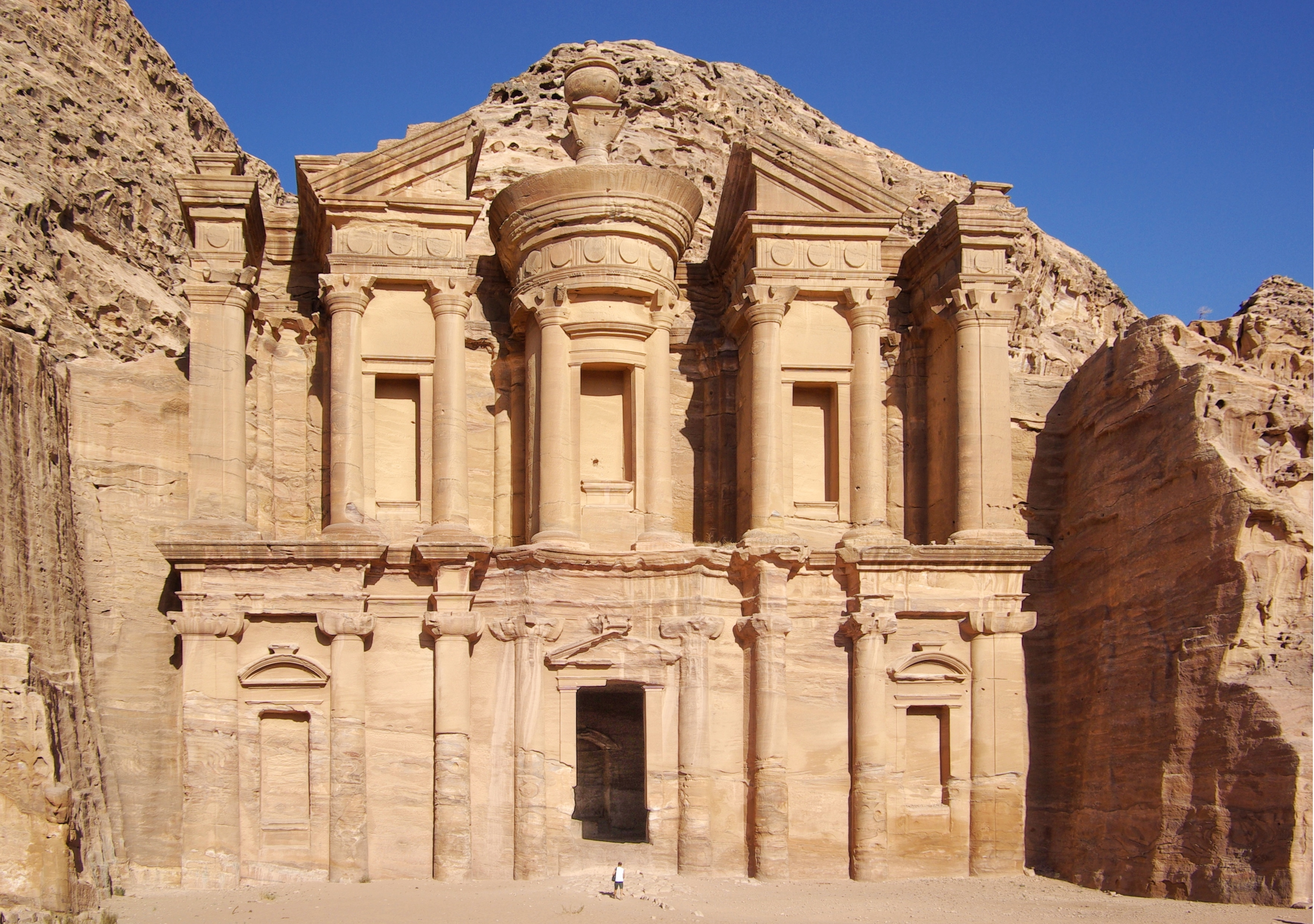

### الشراكات والاتفاقيات
- أقامت الجمعية شراكة مع البنك الأستثماري الرائد في تقديم الخدمات المصرقية المبتكرة ، للقيام بسلسلة من الفعاليات الهادفة التي سيذهب ريعها لدعم أنشطة الجمعية.[1]
- الشراكة مع جمعية أجنحة العمل ، حيث تقوم الأخيرة بدعم ورش عمل لتدريب الطلاب من لواء البترا علي المهارات المختلفة خاصة مهارة النحت التي اتقنها ومارسها أجدادهم الأنباط[4]
- وقعت الجمعية اتفاقية رعاية مع شركة أورانج الأردن، تقوم الأخيرة بموجبها بدعم ورعاية مبادرات الجمعية وأنشطتها من خلال تقديم باقة من خدمات الاتصالات المتنوعة.[5]
- وقعت الجمعية أتفاقية تعاون مع مجتمع طلال أبو غزالة للمعرفة من أجل تدريب (20) معلم ومعلمة من معلمي معان في مجالي اللغة الإنجليزية والمحافظة علي الموروث الثقافي والحضاري بتمويل من شركة الفوسفات الأردنية.[6]